# Прогрес (Пенсилванија)
Прогрес (енгл. Progress) насељено је место без административног статуса у америчкој савезној држави Пенсилванија.

## Демографија
По попису из 2010. године број становника је 9.765, што је 118 (1,2%) становника више него 2000. године.
| Група             | 2000.         | 2010.         |
| Белци             | 7.150 (74,1%) | 5.876 (60,2%) |
| Афроамериканци    | 1.830 (19,0%) | 2.574 (26,4%) |
| Азијати           | 184 (1,9%)    | 364 (3,7%)    |
| Хиспаноамериканци | 276 (2,9%)    | 722 (7,4%)    |
| Укупно            | 9.647         | 9.765         |